# Gémeos (Celorico de Basto)
Gémeos ist ein Ort und eine ehemalige Gemeinde im Norden Portugals.

## Geschichte
Der heutige Ort entstand vermutlich während der Neubesiedlungen im Zusammenhang mit der mittelalterlichen Reconquista.
Erst im Jahr 2011 erfolgte hier der Anschluss an die Wasserversorgung und Kanalisation des Kreises, bis dahin hatte man sich in Gémeos mit den traditionell verwendeten Trinkwasserbrunnen und Senkgruben beholfen.
Im Zuge der Gebietsreform in Portugal 2013 wurde die eigenständige Gemeinde Gémeos aufgelöst und in die neue Gesamtgemeinde Britelo, Gémeos e Ourilhe eingegliedert.

## Verwaltung
Gémeos war Sitz einer gleichnamigen Gemeinde (Freguesia) im Kreis (Concelho) von Celorico de Basto im Distrikt Braga. Die Gemeinde hatte 645 Einwohner und eine Fläche von 4,02 km² (Stand 30. Juni 2011).
Folgende Orte und Plätze gehörten zur Gemeinde:
| - Adoufe - Além - Além do Rio - Alminhas - Areeiro - Boavista - Boques - Bouça - Cancelo - Casas Novas - Corujeira | - Eira - Fontainha - Fontão - Igreja - Laje - Lama - Lugar Novo - Loureiro - Moinho do Outeiro - Moinhos da Serra | - Monte - Outeiro - Pinguela - Pouso - Quintas - Quintela - Refontoura - Ribeiro da Costinha - Roço - Montedo | - Seixo - Sobreiro - São Silvestre - Tapada - Tribudo - Val-de-Maria - Veiga de Adoufe - Valado - Vilar - Vinha |

Mit der Administrativen Neuordnung am 29. September 2013 wurden die Gemeinden Ourilhe, Britelo und Gémeos zur neuen Gemeinde União das Freguesias de Britelo, Gémeos e Ourilhe zusammengeschlossen. Britelo wurde Sitz der Gemeinde.